# Sven Rinman
För andra betydelser, se Sven Rinman (olika betydelser).

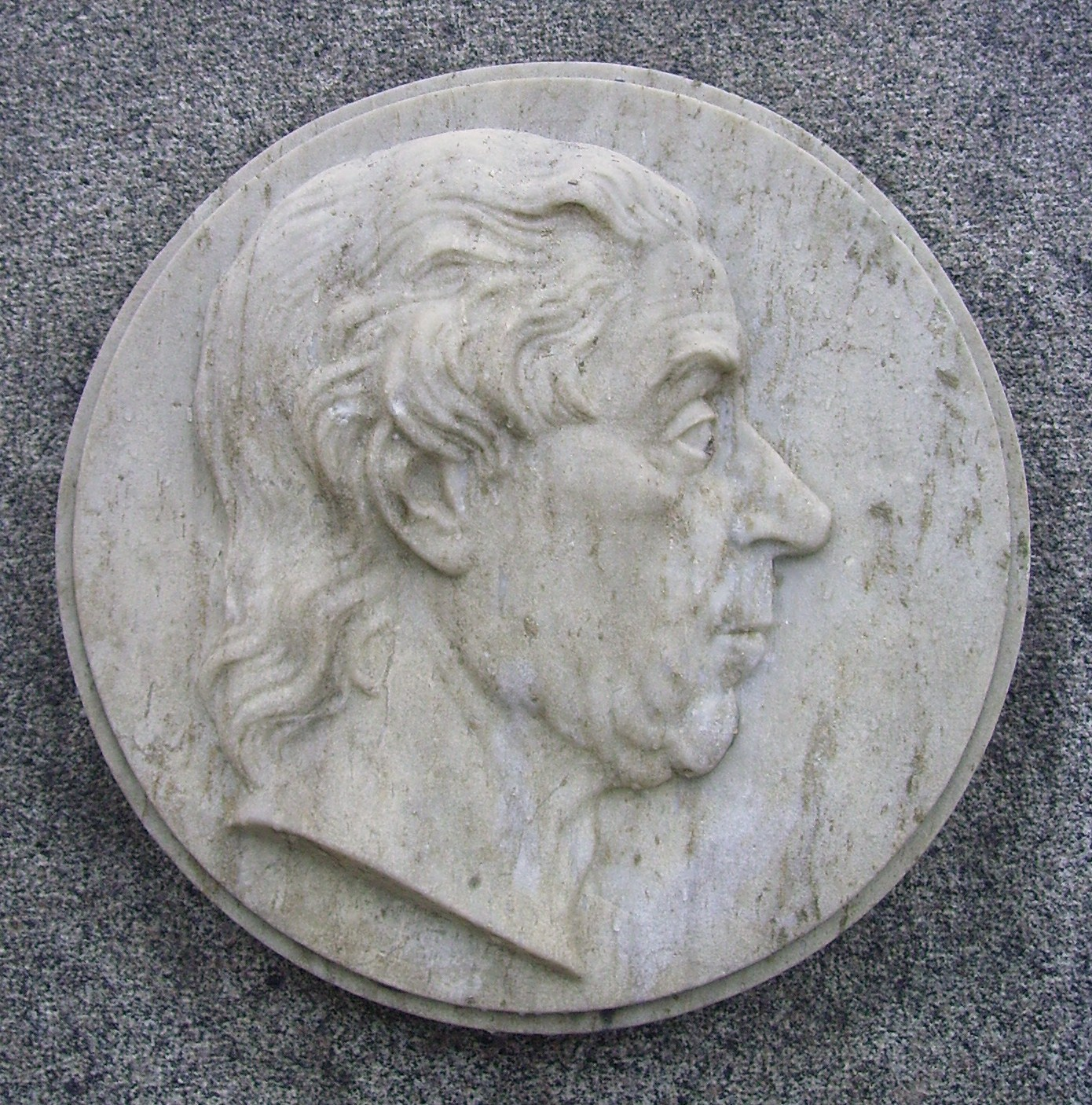
Sven Rinman. Verk på Fristadstorget i Eskilstuna.

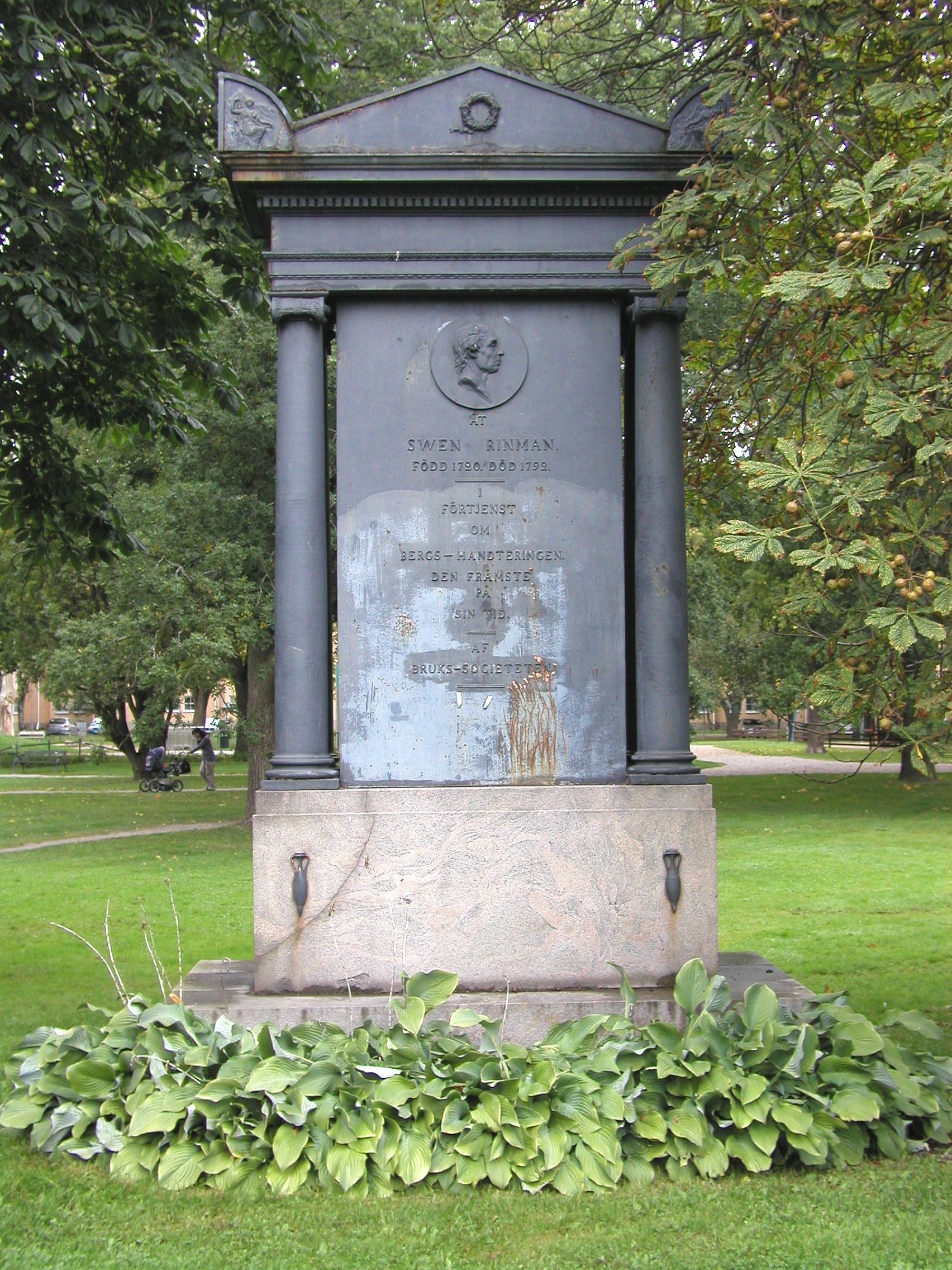
Rinmansmonumentet i Eskilstuna. Texten lyder "Sven Rinman Född 1720 Död 1792 - I förtjenst om bergs-handteringen. Den främste på sin tid. Af bruks-societeten."

Sven Rinman, född 12 juni 1720 (gamla stilen) i Uppsala, död 20 december 1792 i Eskilstuna, var en svensk bergsvetenskapsman, som har kallats Den svenska bergshanteringens fader.

## Biografi
Sven Rinmans far var lanträntmästaren Gustaf Rinman och modern hette Magdalena Leijonmarck. Modern avled när Rinman var tre år och endast fyra år gammal blev han inskriven som student vid Uppsala universitet, där han sedermera undervisades av Samuel Klingenstierna. Rinman förvärvade sig redan som yngling skicklighet i proberkonsten (konsten att analysera olika bergarters innehåll av mineral och metaller) och blev 1740 auskultant i Bergskollegium. 
År 1740 drabbades Rinman av ett hårt slag. Då dog hans far, och han kunde inte längre få något understöd hemifrån. Han drog sig istället fram på inkomster motsvarande vanligt "fångtraktamente", som han själv uttryckte det. Huvudsaken var dock för Rinman att få utbilda sig i sitt fack, och det fick han under ledning av bergmästaren i Roslagen och Västernorrland, som gav honom anställning hos sig som biträde. Han begagnade nu alla tillfällen att studera gruvväsendet i Bergslagen.
Med understöd av bruksidkarna Claes Grill och Charles De Geer gjorde han en studieresa till Holland, Tyskland och Frankrike, under åren 1746–1747. Under denna resa besökte han bergverk, bruk och fabriker, och gjorde sig förtrogen med arbetsmetoder som då ännu var okända i Sverige. Han utnämndes 1749 till inspektör över Roslagens bergverk, 1750 till direktör över Hällefors silververk samt 1751 till övermasmästare i Västerbergslagen.
Han upptog på flera platser nya gruvor, startade en mängd bruksanläggningar och introducerade flera mestadels av honom själv gjorda uppfinningar, bland annat avseende aluntillverkning ur skiffer, valsning av kopparplåtar, förtenning av bleck, förbättring i smältprocessen vid ståltillverkning, garvstålssmide med stenkol, damaskering och förgyllning på stålarbeten, borrmaskiner för kanoner, tillverkning av fingerborgar och så vidare. Genom åtskilliga rön blev han även en av blåsrörskemins grundläggare. Han kallades 1760 till direktör för grov- och svartsmidet i riket, 1775 till assessor "utan lön, men med säte och stämma" i Bergskollegium och 1782 till bergsråd. 
År 1773 flyttade Rinman till Eskilstuna, där regeringen år 1771 hade grundat en fristad för arbetare i järn, stål och metall. De arbetare inom dessa branscher som slog sig ned här fick frihet från alla kronoutskylder, mot att de höll en verkstad i gång i varje gård. År 1784 utnämndes Rinman till direktör för fristaden. På denna plats slutade han också sitt liv, år 1792.
Sven Rinmans sista önskan var, som han skrev i sitt testamente, "att till min begravning må göras den minsta kostnad, som med anständighet kan åstadkommas: är ock lika nöjd, om min jordiska överleva lägges i murad grav eller i svarta jorden, allenast att min K. Hustrus lik i sinom tid må komma vid min sida, som i synnerhet ålägges mine efterlevande".

## Skrifter
Sina många erfarenheter på järnförädlingens område nedtecknade Sven Rinmans i flera skrifter. En av dem är ett stort arbete med titeln "Försök till järnets historia" (1782). Här behandlar han metoderna för järnets utvinnande ur järnmalmen och dess förädling till manufakturvaror.

## Eftermäle
Vetenskapsakademien, av vilken han blev ledamot 1753, präglade 1823 en minnespenning till hans ära. 1833 restes på Fristadstorget i Eskilstuna en järnminnesvård över honom, Rinmansmonumentet. Monumentet blev senare flyttat till Rinmansparken. I Eskilstuna återfinns Rinmansgatan, Rinmansplatsen, Rinmansparken och Rinmangymnasiet. På Kungsholmen i Stockholm finns Sven Rinmans gata. 
Under åren 1970–1990 bedrevs i Eskilstuna under namnet "Sven Rinman Laboratoriet" (Rinmanslaboratoriet) forskning beträffande äldre metalltillverkning framför allt på mikroskopering av arkeologiskt funna järnföremål och järnslagg. Verksamma vid laboratoriet var främst bergsingenjörerna Stig Blomgren och Erik Tholander, Eskilstuna.
Rinman förknippas även med pigmentet Rinmans grönt eller koboltgrönt, en förening av kobolt och zinkoxid. 

## Släkt
Sven Rinman var gift med Catharina Elisabeth Odelstierna, vars farfar var den bekante Erik Odelstierna och vars bror Erik Odelstierna d.y. var bergmästare i Västerbotten och Nya Kopparberg. Sven Rinmans och Catharina Odelstiernas son Carl Rinman blev bergmästare.
Sven Rinman var farfar till metallurgen Ludvig Rinman (1815–1890) och farfars farfar till publicisten Erik B. Rinman (1870–1932). Hans brorsons sonson var uppfinnaren Ludvig Rinman (1874).

### Tryckta skrifter
- Åminnelse-tal öfver framledne bergmästaren ... Axel Fred. Cronstedt, på kongl. academiens vägnar, hållet i stora riddarhus-salen den 6. martii, 1766. Af dess medlem Sven Rinman ... Stockholm. 1766. Libris 2441031
- Svar på den af kongl. vetensk academien framstälda fråga : om och huru godt tegel hos oss med fördel kan tilverkas, utan bränning?. Stockholm. 1766. Libris 2411830
- Anledningar til kunskap om den gröfre jern- och stål-förädlingen och des förbättrande, upteknade af Sven Rinman ... Med kongl. maj:ts allernådigste privilegium. Stockholm, tryckt i kongl. tryckeriet, hos Henr. Fougt, 1772. Stora Nygatan, : huset n:o 104. Stockholm. 1772. Libris 2419383
  -  Handbok uti den gröfre jern och stål förädlingen (2. omarb. uppl / på bruks- societetens anmodan omarbetad af Carl Rinman). Falun. 1829. Libris 322012
- Försök till järnets historia, med tillämpning för slögder och handtwerk. 1-2. Stockholm. 1782. Libris 2426937
  -  Geschichte des Eisens : mit Anwendung für Künstler und Handwerker. Liegnitz. 1814-1815. Libris 1642583
- Bergwerks lexicon, författadt af Sven Rinman ... 1-2. Stockholm. 1788-1789. Libris 2419385. https://runeberg.org/rsberglex/
  -  Tabeller till S. Rinmans Bergwerks lexicon. [Stockholm. 1788. Libris 10176446
- Afhandling rörande mechaniquen. 1-2. Stockholm. 1794-1800. Libris 2419648
  -  Del 2, Afhandling rörande mechaniquen med tillämpning i synnerhet til bruk och bergwerk, af Swen Rinman ... Tom. 2. 1794. Libris 2419650. https://runeberg.org/mechaniq/2/
    -  Grundritningar och profiler uti 53 tabeller, hörande til afhandlingen i mekaniken, författad af Swen Rinman ... [S. impr.]. 1794. Libris 2419651. https://runeberg.org/rsgrundrit/
- Sven Rinmans tjänsteberättelser rörande den grövre järnförädlingen 1761-70. Jernkontorets bergshistoriska skriftserie, 0347-4283 ; 4. Stockholm. 1935. Libris 525364
- Sjuttonhundratalets gjuteriteknik enligt Sven Rinman. Gjuterihistoriska sällskapets skriftserie, 1100-6528 ; 3. Jönköping: Gjuterihistoriska sällsk. 1993. Libris 7767695. ISBN 91-87920-02-6

### Handskrifter
- Anmärkningar wid Los kopparwärk och grufwor uti Färila sockn och Hälsingl. besedda den 8 augusti 1748. 1748. Libris 10377444
- Berättelse om the uti Nerike och Örebro län belägna gröfwre järn och stål manufactur werkens tilstånd för åhr 1763. 1763. Libris 10383926